# Gluma
Gluma (лат.) — вид двукрылых из семейства целопиды.

## Внешнее строение
Длина тела 4—5,7. Самцы, как  правило, крупнее самок. Голова заметно уже груди. Лицо в профиль глубоко вогнутое, выступает на нижнем краю и между основаниями усиков. Щёки в нижней части сильно покрыта щетинками, верхняя треть их голая. Щиток округлый, довольно широкий и плоский. Вертлуги передних и средних ног обычно передним поперечным рядом шипиков с дистальной части. Передние бёдра с короткими шиповатыми передне-вентральными щетинками у основания. Брюшко более или менее уплощенное.

## Образ жизни
Самки спариваются преимущественно с крупными самцами, но выбор полового партнёра не связан с инверсией хромосом, в отличие от некоторых других видов семейства Coelopidae.
Поражаются энтомопатогенными грибами рода Stigmatomyces их порядка Laboulbeniales. В пупариях Gluma musgravei развиваются эктопаразитические стафилины Aleochara blackburni.

## Классификация
По внешнему строению род Gluma наиболее сходен с родом Coelopa, но по строению репродуктивной системы самок более похож на Chaetocoelopa и Dasycoelopa. В составе рода описано три вида.
- Gluma keyzeri McAlpine, 1991
- Gluma musgravei McAlpine, 1991
- Gluma nitida McAlpine, 1991

## Распространение
Представители рода встречаются в Австралии и Тасмании.